# Vyacheslav Krendelev
Wýaçeslaw Nikolaýewiç Krendelew (Asgabate, 24 de julho de 1982) é um futebolista turcomeno.
De origem russa, seu nome nos tempos de URSS era Vyacheslav Nikolaevich Krendelyov (Вячеслав Николаевич Кренделёв, em russo).
Hoje, Krendelev atua no Luch-Energiya Vladivostok, da Segunda Divisão russa.

## Links
- Perfil em Soccerway